# 秋田市立豊岩中学校
秋田市立豊岩中学校（あきたしりつ とよいわちゅうがっこう）は、秋田県秋田市豊岩にあった公立中学校。学校区は、主に雄物川南岸地域となっていた。

## 概要
1947年創設で、豊岩地区の渋谷地、九十田、町田、碇、石田坂、居使、中島、前郷、小山など及び下浜八田、下浜楢田を学区としていた。
ほとんどの生徒が、隣接する秋田市立豊岩小学校からの進学。
2022年度末を以て、秋田市立秋田西中学校に統合され、閉校。

## 教育目標
- 未来を拓く　～ 自ら学び，心豊かにたくましく生きる生徒の育成 ～
- 校訓　切磋琢磨

## 沿革
以下、注釈の無い項目は学校の公式サイトの情報によるもの。
- 1947年　新制中学として創立
- 1952年　独立校舎建設
- 1979年　現校舎竣工
- 2023年　秋田市立秋田西中学校へ統合。

## 校章
- 校章のページを参照。
- 旧豊岩村の村章は、五つの部落が親しく協力し合うことを願って、５個の輪（円）を10個（トウ）の「ヨ」で囲んでいる。（トウのヨで豊）。この村章を元に、「白華館」の「盾」と中学校の「中」を加えることとし，秋田工業高校の斎藤靖雄に図案化を依頼し、昭和30年に制定された。

## 校歌
- 校歌のページを参照。
- 中川正男　作詞、仙葉隆雄　作曲、林恭次郎　編曲

## 進学前小学校
- 秋田市立豊岩小学校

## 最寄駅
- 新屋駅

## アクセス
- 秋田中央トランスポート　秋田市マイタウン・バス西部線豊岩コース　豊岩小学校前下車

## 学区内周辺

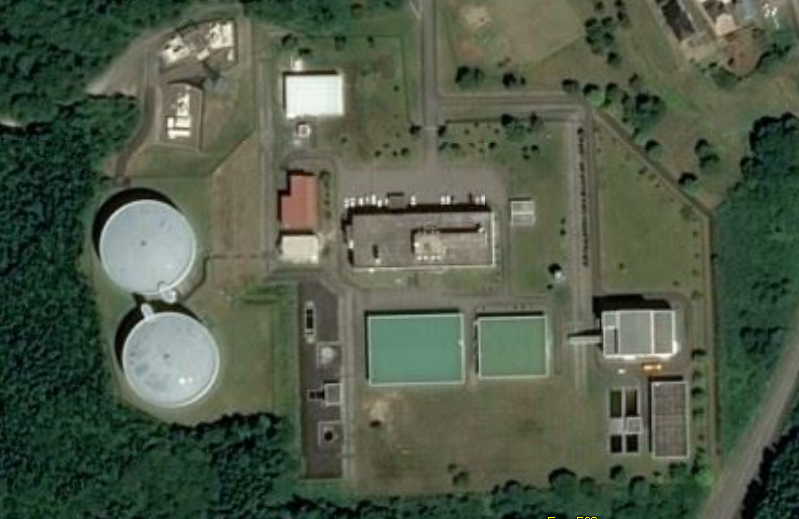
豊岩浄水場
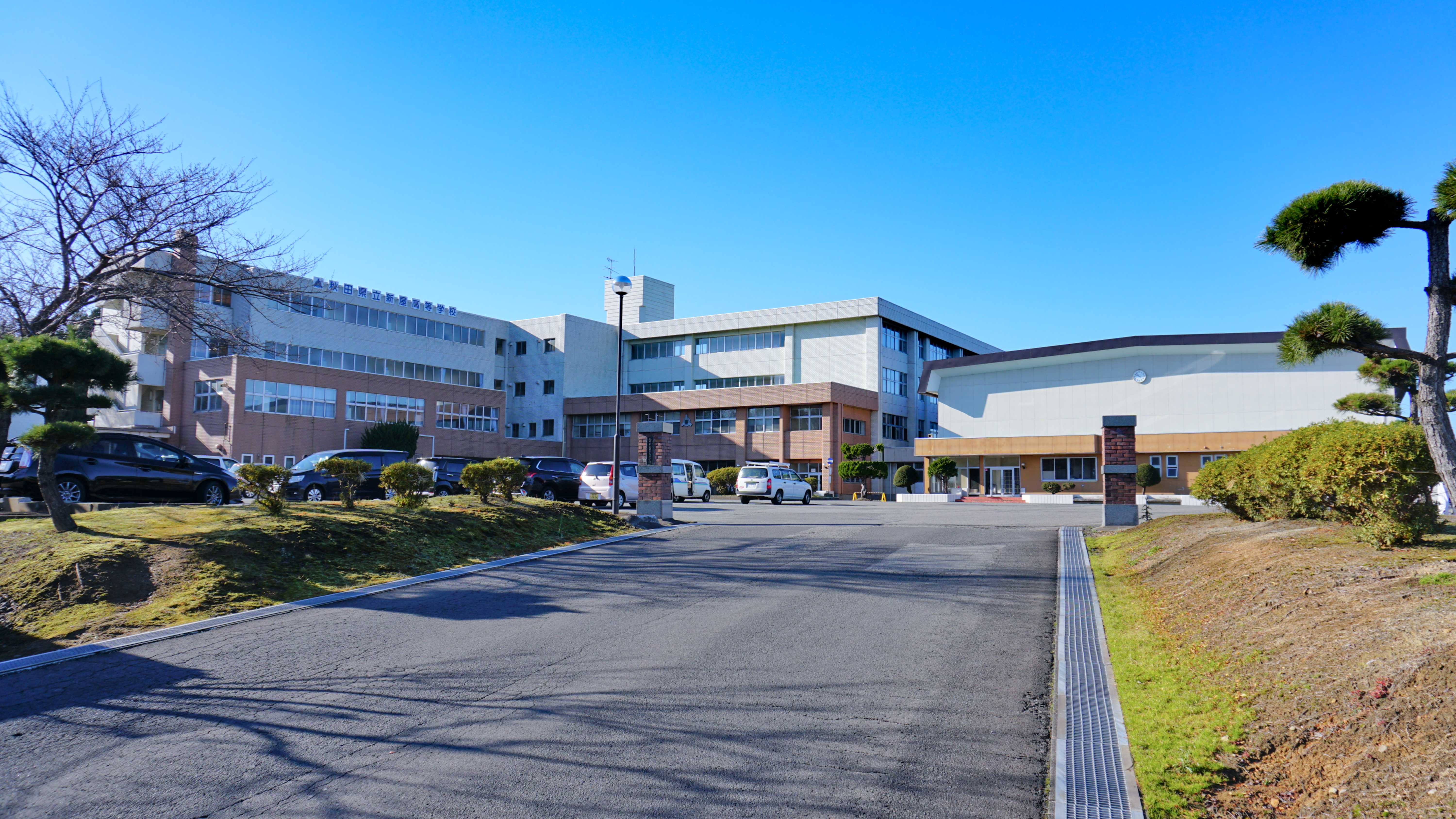
新屋高校
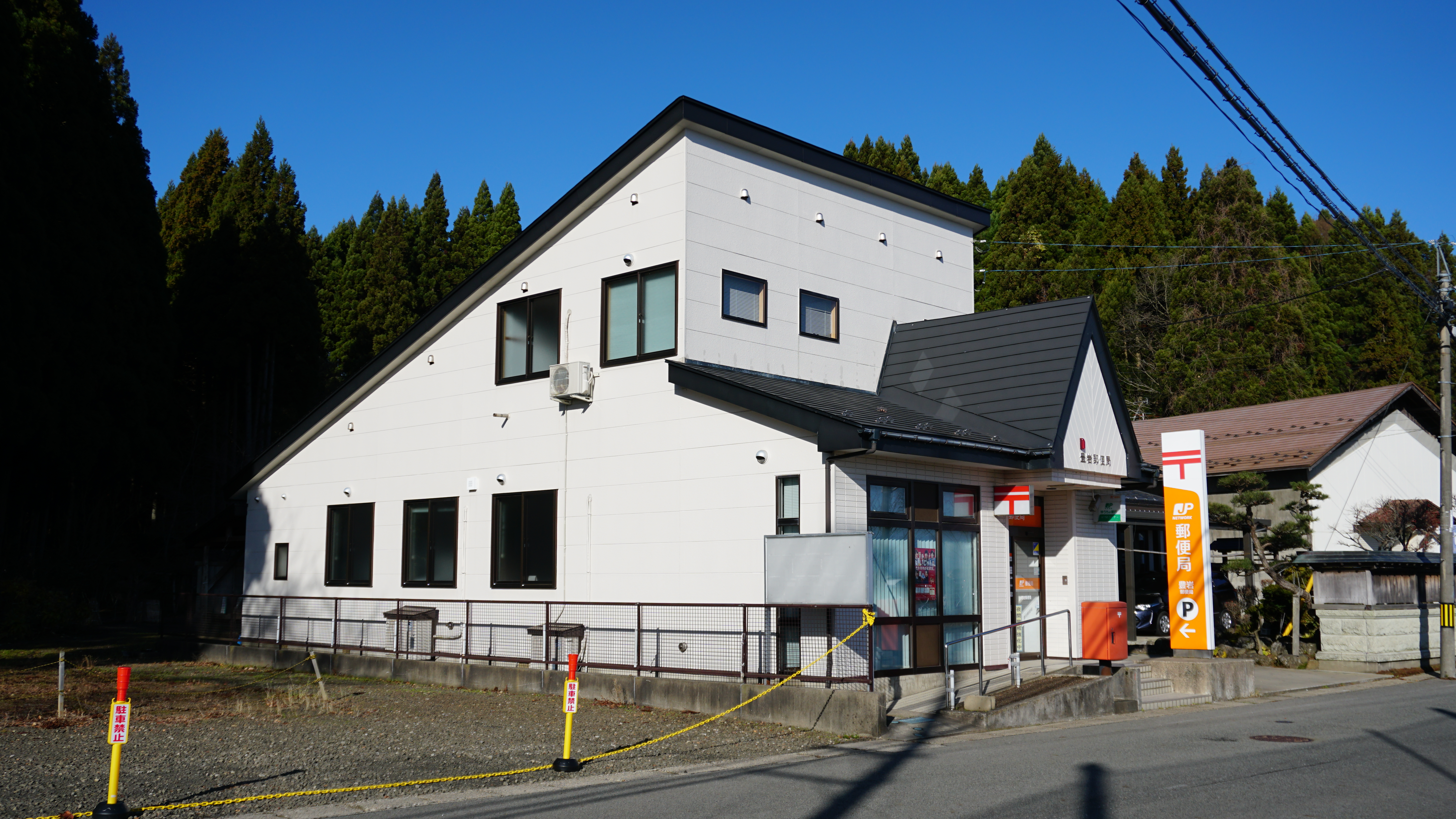
豊岩郵便局

## ギャラリー

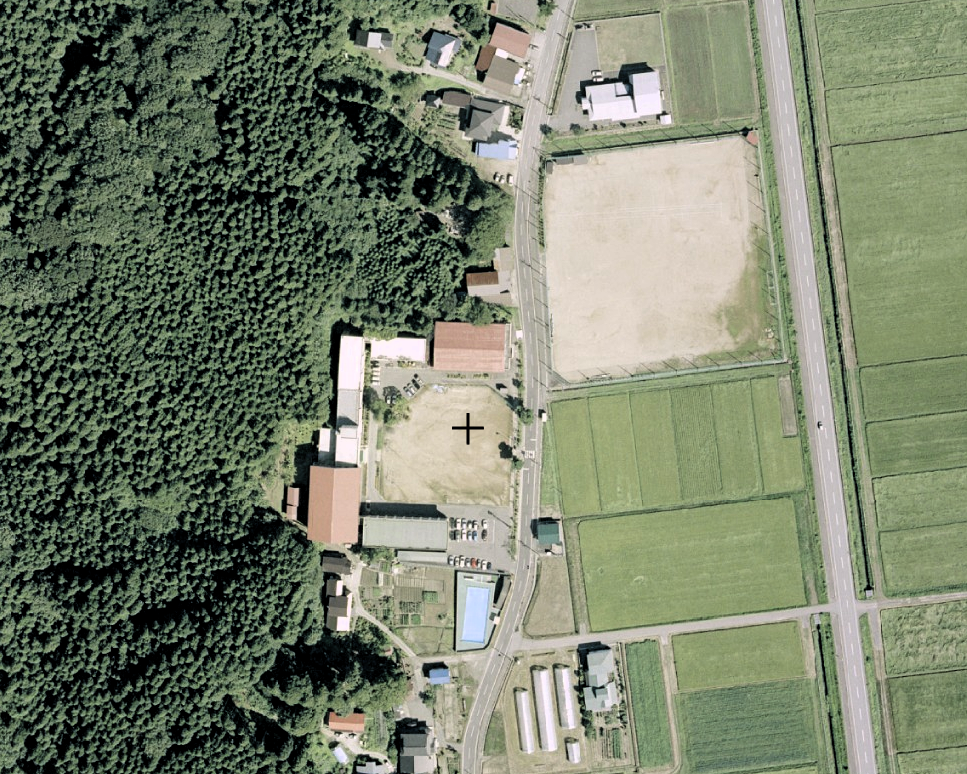
2009年撮影の豊岩小中衛星図
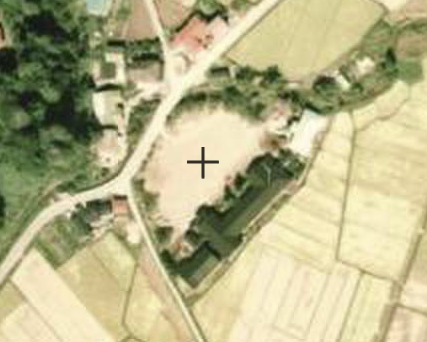
1970年代の八田小学校